# Cyclocross-Weltmeisterschaften 1950
Die Cyclocross-Weltmeisterschaften 1950 wurden am 4. März in Paris ausgetragen. Sie waren die ersten ihrer Art und fanden am Südrand des Bois de Vincennes statt, wo zuvor die Ausgaben 1948 und 1949 des Critérium international de cyclo-cross ausgetragen worden waren. Start- und Ziellinie waren auf der Avenue de Gravelle, der Rest des Rennens spielte sich auf dem Plateau nördlich davon und auf den zur Marne abfallenden Hängen südlich davon statt. Es gab einen Wettkampf in der offenen Klasse für Profis und Amateure. 

## Ergebnisse
| Platz | Land       | Sportler       |
| ----- | ---------- | -------------- |
| 1     | Frankreich | Jean Robic     |
| 2     | Frankreich | Roger Rondeaux |
| 3     | Frankreich | Pierre Jodet   |